# Toyamayusurika asamasexta
Toyamayusurika asamasexta är en tvåvingeart som beskrevs av Sasa 1991. Toyamayusurika asamasexta ingår i släktet Toyamayusurika och familjen fjädermyggor. Inga underarter finns listade i Catalogue of Life.